# Lago Chantajskoe
Il lago Chantajskoe (in russo Хантайское озеро?) è un lago della Russia, situato nella parte meridionale della penisola del Tajmyr. Dal punto di vista amministrativo si trova nel Tajmyrskij rajon del Territorio di Krasnojarsk, nel Circondario federale della Siberia. 
Con la sua profondità di 420 m è il 3º lago della Russia dopo il lago Bajkal e il Mar Caspio. Per superficie è il 2º del territorio di Krasnojarsk (dopo il lago Tajmyr) e il 15º lago della Russia.

## Geografia
Il lago si trova sul bordo nord-occidentale dell'altopiano Putorana. A differenza di altri laghi della regione di Noril'sk, appartiene al bacino dello Enisej e non della Pjasina.  
Il Chantajskoe, che ha una lunghezza di 80 km e una larghezza di 25 km, ha una superficie di 822 km² e un bacino idrografico di 11 900  km². Si trova in uno stretto bacino tettonico-glaciale a un'altezza di 74 m s.l.m. ed è collegato da un largo e corto canale al lago Maloe Chantajskoe (in italiano "Piccolo Chantajskoe"). Il flusso delle acque è poi regolato dal grande bacino di ritenuta di Ust'-Chantajskoe (Усть-Хантайское) da cui si diparte il fiume Chantajka, affluente dello Enisej.
I suoi maggiori affluenti sono: Kutaramakan, Ėvendė e Chakanča (Кутарамакан, Эвендэ, Хаканча). Per il 50% il lago viene rifornito dall'acqua di fusione della neve e dalla pioggia. L'inizio della formazione del ghiaccio avviene tra la metà e la fine ottobre e dura fino a metà giugno/inizio luglio. La costa è leggermente frastagliata, non ci sono grandi baie e le zone costiere sono rocciose con una prevalente vegetazione forestale. Lo spessore del permafrost nell'area raggiunge i 200–400 m.

### Fauna
Nel lago ci sono circa 20 diverse specie di pesci, tra cui: salmerini, coregoni, (Coregonus albula, Coregonus peled, Prosopium cylindraceum) e Thymallus arcticus.

## Storia
Il nome originale del lago, Kutarama (Кутарама), deriva dalla lingua sacha kuta (palude) con il suffisso nganasan ramu (che significa luogo). Altri nomi per il lago, trovati in varie fonti, sono Kutarmo o Bol'šoe Chantajskoe (Большое Хантайское).
I rilevamenti del lago e dei suoi dintorni sono stati effettuati da A. A. Sotnikov nel 1915 e da Nikolaj N. Urvancev nel 1919.